# Горобец, Дмитрий Иванович
Дмитрий Иванович Горобец (10 августа 1974) — советский и украинский футболист, нападающий.

## Игровая карьера
Начинал играть в херсонском «Кристалле». В 1993 году был приглашён в клуб высшей украинской лиги «Торпедо» (Запорожье). Первый матч: 3 июня 1993 года «Динамо» (Киев) — «Торпедо» (Запорожье), 4:0.
Далее выступал за команды СК «Николаев», «Верховина» (Ужгород), «Металлург» (Никополь), «Европа» (Прилуки), «Фрунзенец-Лига-99» (Сумы), «Кристалл» (Херсон), «Полесье» (Житомир), ФК «Нежин».

## Карьера в сборной
В 1993 году в составе молодёжной сборной Украины сыграл против сборной Венгрии (0:4), где на 64 минуте матча заменил Владимира Лебедя.